# Pic de Séron
Le pic de Séron est un sommet des Pyrénées françaises situé en limite des communes d'Aulus-les-Bains et d'Ustou dans le Haut-Salat, en Ariège et culminant à 2 489 m.

## Géographie

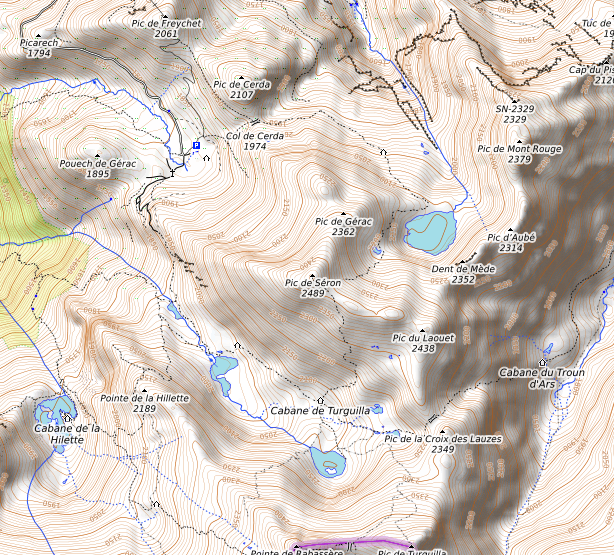
Carte topographique.

Le pic domine le cirque de Cagateille et la station de ski de Guzet, très proche (secteur du Freychet).
Les étangs d'Aubé (à l'est), de Réglisse (au sud) et de l'Astoue (au sud-ouest) sont à peu près équidistants du sommet.

## Voies d'accès
Un sentier permet d'accéder au pic par son versant sud, après avoir rejoint la ligne de crête au niveau d'un col tout proche.
Au sud, en direction de l'étang de Réglisse se trouve la cabane de Turguilla (2 078 m) offrant 7 couchages en bas-flanc.